# Vlag van Pelt
De vlag van Pelt werd door de gemeenteraad op 31 januari 2019 en nogmaals op 23 mei 2019 officieel vastgesteld als de gemeentelijke vlag van de Belgisch Limburgse gemeente Pelt. Op 28 juni 2019 werd hij door het ministerieel besluit bevestigd en uiteindelijk gepubliceerd op 21 december 2022 in het officiële Belgisch Staatsblad.
Officieel wordt de vlag beschreven als:
Elf even hoge banen van wit, geblokt van rood en van wit, rood, geblokt van geel en van rood, geel, rood, geel, rood, geel, rood en geel.
De vlag is volledig gebaseerd op het gemeentewapen en ziet er dus helemaal hetzelfde uit.